# Rhamnocampa
Rhamnocampa é um gênero de traça pertencente à família Arctiidae.